# Mu Leonis
Désignations
Mu Leonis (μ Leo / μ Leonis), également nommée Rasalas, est une étoile géante de la constellation du Lion. Sa magnitude apparente est de 3,88. D'après la mesure de sa parallaxe annuelle par le satellite Hipparcos, l'étoile est située à ∼ 124 a.l. (∼ 38 pc) de la Terre. Elle s'éloigne du Système solaire à une vitesse radiale de +13,6 km/s.

## Nomenclature
μ Leonis, latinisé en Mu Leonis, est la désignation de Bayer de l'étoile. Elle porte également la désignation de Flamsteed de 24 Leonis.
Rasalas est aujourd'hui le nom propre de l'étoile adopté par l'Union astronomique internationale (UAI). Il fut introduit par Giuseppe Piazzi (1814) sous la forme Rasalas. Bor. à partir de la transcription Râs AlAsad donnée par Thomas Hyde (1665) dans sa traduction du سلطانی Zīğ-i Sulṭānī ou « Tables sultaniennes » d’Uluġ Bēg (1437) du traité d’Uluġ Bēg (1437). Ce nom vient de l’arabe رأس الأسد الشمالي Ra’s al-Asad al-Šamālī, « la Tête du Lion, Boréale », qui constitue un couple avec ε Leo qui est, quant à elle, الشمالي al-Ğanūbī, qui a donné Rasalasad, nom qui n’est pas, pour sa part, retenu par l’UAI (voir cette étoile).
Mu Leonis possède aussi les noms Ras Elased Borealis et Alshemali, relevés par Richard Allen (1899), et repris par divers catalogues.
En Mésopotamie, Mu Leonis est connue comme SAG AN.TA, « la Tête supérieure » du Lion (UR.GU.LA), dans une figure déjà complète dont ont directement hérité les Grecs,. 

## Propriétés
Mu Leonis est une étoile géante rouge de type spectral K2 IIIb CN1 Ca1, avec le suffixe « CN1 Ca1 » qui indique que son spectre présente une surabondance en cyanogène et en calcium. De manière générale, l'étoile présente une métallicité élevée, avec par exemple une abondance en fer qui est 1,86 fois plus importante que celle du Soleil. Elle est estimée être 1,6 fois plus massive que le Soleil et être âgée de 2,2 milliards d'années. Son rayon est 11,8 fois plus grand que le rayon solaire, elle est environ 57 fois plus lumineuse que le Soleil et sa température de surface est de 4 484 K.

### Système planétaire
En 2014, une exoplanète qui orbite autour de Mu Leonis a été découverte. Elle est au moins 2,4 fois plus massive que Jupiter et orbite autour de son étoile selon une période de 358 jours. Cette planète a été détectée par la méthode des vitesses radiales.
| Planète | Masse          | Demi-grand axe (ua) | Période orbitale (jours) | Excentricité | Inclinaison | Rayon |
| ------- | -------------- | ------------------- | ------------------------ | ------------ | ----------- | ----- |
| b       | ≥ 2,4 ± 0,4 MJ | 1,1 ± 0,1           | 357,8 ± 1,2              | 0,09 ± 0,06  |             |       |